# Eliza (1835)
„Eliza” – szkuner zbudowany na Tasmanii w 1835, początkowo służący w roli okrętu celnego i antyprzemytnicznego. Uważany jest za pierwszy uzbrojony statek zbudowany w Australii. „Eliza” została wycofana ze służby i sprzedana do rąk prywatnych w 1848, statek zatonął w sztormie w 1866.

## Historia
Dwumasztowy szkuner „Eliza” został zamówiony przez gubernatora Tasmanii (wówczas jeszcze znanej jako Ziemia van Diemena) George'a Arthura jako okręt celny (revenue cutter) i patrolowy mający zapobiegać ucieczkom zesłańców z Tasmanii. Statek został zaprojektowany i zbudowany w Port Arthur przez Johna Watsona. „Eliza” mierzyła około 70,5 stóp długości, 19,4 stopy szerokości i miała 10,9 stóp zanurzenia (źródła różnią się co do dokładnych wymiarów, spotykane są także następujące: 73,0 x 20,4 x 10 stóp). Kadłub statku był typu karawelowego z rufą płaską, miał jeden pokład. Statek uzbrojony był w dwie armaty.  „Eliza” uważana jest za pierwszy znaczący uzbrojony statek zbudowany w Australii.
„Eliza” została nazwana imieniem żony gubernatora George'a Arthura, wodowanie odbyło się 14 maja 1835. Ówczesne przekazy opisują żaglowiec jako „niezwykle szybki”.
W 1848 statek został sprzedany do rąk prywatnych, w ciągu następnych lat jeszcze trzykrotnie zmieniał właścicieli (w 1852, 1863 i 1864). 16 grudnia 1866 w czasie silnego wiatru, statek zerwał się z cumy w Port Fairy i został wyrzucony na brzeg.